# Удо, Луис
Луис Удо (англ. Luis Udoh; род. 25 августа 1974, Лагос) — нигерийский футболист, защитник. Выступал за сборную Нигерии, за которую провёл несколько матчей.Его клубная карьера в большинстве была в российском чемпионате.

## Карьера
После окончания школы пришёл в профессиональный футбол. Его первым клубом стал «Юлиус Бергер» из его родного города, выступавший в высшем дивизионе. Всего же в чемпионате Нигерии Луис отыграл 4 сезона.
В 1997 году перебрался в Австрию, где сначала играл за один из клубов второго дивизиона, а затем за команду высшего дивизиона «Адмира Ваккер Мёдлинг». Но там у футболиста возникла проблема, касающаяся, прежде всего, размера зарплаты, и его менеджер начал подыскивать для нигерийца другой клуб. После того, как он вышел на Интерспорт, его порекомендовали «Черноморцу», и Луис перебрался в Россию. Одной из главной причин того, что он выбрал Новороссийск, Удо называет теплый климат и прибрежное море, которое напоминает ему родной город.
Сначала выступал во второй команде новороссийцев, в клубе Черноморец-2, во втором дивизионе. В 2001 году провёл 5 матчей в премьер-лиге.
С 2003 по 2004 года играл в «СКА-Энергии» из Хабаровска. С августа 2006 года играл в махачкалинском «Динамо», но, после того, как клуб лишился профессионального статуса, вынужден был покинуть команду.
С 2007 по 2012 годы выступал за «Рубин» из Новолокинской, игравший в первенстве Краснодарского края.